# 反政教分离主义
反政教分离运动（英語：Antidisestablishmentarianism）興起於十九世纪的英国，旨在對抗落實政教分離的訴求，保持英格兰国教会的国教地位。

## 运动本身
反政教分离論者未能阻止英格兰国教会在威尔士和崇信天主教的爱尔兰的國教地位被廢除。爱尔兰国教会在1781年被剥夺了国教地位，而在拥有四个主教区的威尔士，政教分离原则于1920年确立。威尔士国教会也随之改名为英格兰国教会威尔士分会。然而，英格兰国教会在英格兰的國教地位則保持至今。
在苏格兰，苏格兰自由教会的反政教分离者和苏格兰联合长老会的成员在苏格兰国教会的地位问题上争执不下，并一直延续至今。相关问题，请参阅Act of Settlement 1701。

## 对应词的使用
该运动在英语中有一个对应的专有名词Antidisestablishmentarianism，是英语中除了学术术语外的最长的单词之一。该词现已少有人用。但在英语国家，人们常把这个有着28个字母和12个音节的超长单词作为笑料使用。在80年代的處境喜劇黑爵士第三季第一集，這字就讓擾政王舌頭打結；不久前，冰雪皇后（Dairy Queen）在其电视广告中使用了这个单词。
在2007版的吉尼斯世界纪录大全中，Antidisestablishmentarianism的最长英文单词地位被Pneumonoultramicroscopicsilicovolcanoconiosis（超微粒硅酸盐尘埃沉着症）所取代。